# Operatore densità
In meccanica quantistica, l'operatore densità è un operatore autoaggiunto che può essere utilizzato per descrivere un sistema fisico, sia che si trovi in uno stato puro, sia che si trovi in una miscela statistica. Il concetto fu introdotto da John von Neumann nel 1927 e indipendentemente da Lev Landau e Felix Bloch, rispettivamente nel 1927 e 1946. Si può considerare l'analogo quantistico della distribuzione di probabilità nello spazio delle fasi in meccanica classica.

## Definizione
Supponiamo che il sistema sia in una miscela statistica, ovvero che possa trovarsi in uno degli stati {\displaystyle |\psi _{i}\rangle } con probabilità pi tali che {\textstyle \sum _{i}p_{i}=1}. L'operatore densità è definito come
{\displaystyle {\hat {\rho }}=\sum _{i}p_{i}|\psi _{i}\rangle \langle \psi _{i}|.}
Si tratta quindi della somma, pesata con le probabilità, degli operatori di proiezione sugli stati {\displaystyle |\psi _{i}\rangle }. Se invece il sistema è in uno stato puro {\displaystyle |\psi \rangle }, la somma si riduce al proiettore {\displaystyle |\psi \rangle \langle \psi |}.

## La matrice densità
La matrice densità è la matrice che rappresenta l'operatore densità in una certa base ortonormale {\displaystyle |u_{n}\rangle }. Gli elementi di matrice sono dati dall'espressione
{\displaystyle \rho _{mn}=\sum _{i}p_{i}\langle u_{m}|\psi _{i}\rangle \langle \psi _{i}|u_{n}\rangle .}
A rigore, quindi, la matrice densità è una rappresentazione dell'operatore densità dipendente dalla base scelta. In pratica, tuttavia, i due concetti sono spesso utilizzati in maniera intercambiabile. Sia ora {\displaystyle {\hat {A}}} un operatore che rappresenta una grandezza osservabile del sistema. Se il sistema è in una miscela statistica, la misura dell'osservabile A può dare risultati diversi, a seconda dello stato {\displaystyle |\psi _{i}\rangle } in cui il sistema si trova. Tuttavia, si dimostra che il valore medio di molte misure {\displaystyle \langle A\rangle } è dato dalla traccia del prodotto tra {\displaystyle {\hat {\rho }}} e {\displaystyle {\hat {A}}}. Infatti:
{\displaystyle \langle A\rangle =\sum _{i}p_{i}\langle \psi _{i}|{\hat {A}}|\psi _{i}\rangle =\sum _{n}\langle u_{n}|{\hat {\rho }}{\hat {A}}|u_{n}\rangle =\operatorname {tr} ({\hat {\rho }}{\hat {A}}).}
In altre parole, il valore medio di A per la miscela statistica è la somma dei valori di aspettazione di A per ogni stato puro {\displaystyle |\psi _{i}\rangle }, pesata con le probabilità pi. Si può inoltre dimostrare che:
1. {\displaystyle \operatorname {tr} ({\hat {\rho }})=1}, poiché {\textstyle \sum _{i}p_{i}=1}
2. gli autovalori di {\displaystyle \rho } sono non negativi
3. {\displaystyle \operatorname {tr} ({\hat {\rho }}^{2})\leq 1}

In particolare, se l'operatore densità è idempotente, cioè {\displaystyle {\hat {\rho }}^{2}={\hat {\rho }}} o equivalentemente {\displaystyle \operatorname {tr} ({\hat {\rho }}^{2})=1}, esso descrive uno stato puro.

## Esempio: la polarizzazione della luce

La lampadina (1) emette luce non polarizzata (2) descritta da una miscela statistica di fotoni. Dopo il passaggio da un polarizzatore piano (3), la luce diventa polarizzata (4) cioè descritta da un insieme di fotoni in uno stato puro.

La polarizzazione dei fotoni permette di illustrare alcuni esempi di matrice densità. I fotoni possono avere due distinti stati di elicità, corrispondenti a due stati quantici ortogonali: {\displaystyle |D\rangle } (polarizzazione circolare destra) e {\displaystyle |S\rangle } (polarizzazione circolare sinistra). Questi due stati formano una base ortogonale, ma si possono utilizzare anche due stati di polarizzazione lineare: {\displaystyle |V\rangle } (polarizzazione verticale rispetto ad un asse fissato) e {\displaystyle |O\rangle } (polarizzazione orizzontale).
Una comune sorgente di luce, come una lampadina, emette luce non polarizzata, che può essere descritta dalla miscela statistica {\displaystyle \{1/2,|V\rangle \,;\,1/2,|O\rangle \}}. Se si fa passare la luce attraverso un polarizzatore verticale, questo blocca metà dei fotoni: quelli con polarizzazione orizzontale rispetto all'asse del polarizzatore. L'altra metà dei fotoni, quelli polarizzati verticalmente, può passare, dimezzando l'intensità del fascio iniziale. La matrice densità della luce non polarizzata è
{\displaystyle \rho _{np}={\begin{bmatrix}1/2&0\\0&1/2\\\end{bmatrix}}}
mentre dopo il passaggio dal polarizzatore, tutti i fotoni sono nello stato {\displaystyle |V\rangle }. La matrice densità diventa
{\displaystyle \rho _{v}={\begin{bmatrix}1&0\\0&0\\\end{bmatrix}}}
e descrive uno stato puro. È facile verificare, infatti, che {\displaystyle \rho _{v}^{2}=\rho _{v}} mentre {\displaystyle \rho _{np}^{2}\neq \rho _{np}}.
I fotoni possono anche essere preparati in una sovrapposizione dei due stati {\displaystyle |V\rangle } e {\displaystyle |O\rangle }, ad esempio {\displaystyle (|V\rangle +|O\rangle )/{\sqrt {2}}\equiv |D\rangle } (la polarizzazione circolare destra di cui sopra). Nella base che stiamo utilizzando, la matrice densità è
{\displaystyle \rho _{d}={\begin{bmatrix}1/2&1/2\\1/2&1/2\\\end{bmatrix}}}
che corrisponde ad uno stato puro.

## L'equazione di von Neumann
L'equazione di von Neumann descrive l'evoluzione temporale dell'operatore densità, analogamente all'equazione di Schrödinger per gli stati puri. In effetti, le due equazioni sono equivalenti, poiché ognuna può essere ricavata dall'altra. L'equazione di von Neumann è
{\displaystyle i\hbar {\frac {\partial \rho }{\partial t}}=[H,\rho ]~,}
dove H è l'hamiltoniana del sistema e le parentesi quadre denotano un commutatore.
Sebbene a prima vista possa richiamare l'equazione che descrive l'evoluzione temporale degli operatori in rappresentazione di Heisenberg,
{\displaystyle i\hbar {\frac {dA^{(H)}}{dt}}=-[H,A^{(H)}]~,}
l'equazione di von Neumann non è valida in questa rappresentazione, perché la matrice non dipende dal tempo in quanto è definita in termini degli stati {\displaystyle |\psi _{i}\rangle }. Pertanto l'equazione di von Neumann è valida solo in rappresentazione di Schrödinger.
Se l'Hamiltoniana non dipende dal tempo, l'equazione di von Neumann si risolve facilmente:
{\displaystyle \rho (t)=e^{-iHt/\hbar }\rho (0)e^{iHt/\hbar }.}

## Sistemi composti: la matrice densità ridotta
Sia {\displaystyle \rho _{AB}} la matrice densità di un sistema composto da due sottosistemi A, B. Ognuno dei due sottosistemi è descritto da una matrice densità ridotta, concetto introdotto da Paul Dirac nel 1930. Ad esempio, se {\displaystyle {\hat {\rho }}_{AB}=|\Psi \rangle \langle \Psi |}:
{\displaystyle \rho _{A}=\sum _{n}\langle b_{n}|\left(|\Psi \rangle \langle \Psi |\right)|b_{n}\rangle =\operatorname {tr} _{B}\rho _{AB}}
dove {\displaystyle |b_{n}\rangle } è una base ortonormale di B. {\displaystyle \operatorname {tr} _{B}} è la traccia parziale su B.
Consideriamo ad esempio un sistema composto da due particelle A e B, che si trova in uno stato entangled. Si può pensare al caso descritto nel paradosso EPR, ovvero due elettroni emessi con spin opposto da una sorgente. Lo spin non è in realtà definito per i singoli elettroni: piuttosto, il sistema è descritto dallo stato puro entangled
{\displaystyle |\psi \rangle _{AB}={\frac {1}{\sqrt {2}}}\left(|+\rangle _{A}|-\rangle _{B}+|-\rangle _{A}|+\rangle _{B}\right)}.
La matrice densità è
{\displaystyle \rho _{AB}={\begin{bmatrix}1/2&1/2\\1/2&1/2\\\end{bmatrix}}.}
Se si vuole descrivere solo l'elettrone A, occorre scrivere la sua matrice densità ridotta. È facile calcolare che
{\displaystyle {\hat {\rho }}_{A}={\frac {1}{2}}\left(|+\rangle _{A}\langle +|_{A}+|-\rangle _{A}\langle -|_{A}\right)}
che corrisponde ad una miscela statistica. In altri termini, misurando tante volte lo spin dell'elettrone A, si otterranno entrambi i valori con probabilità del 50%. La matrice vera e propria è semplicemente
{\displaystyle \rho _{A}={\begin{bmatrix}1/2&0\\0&1/2\\\end{bmatrix}}}
e non contiene termini fuori diagonale, che compaiono solo nel caso di stato puro.
Questo risultato è del tutto generale: la matrice densità ridotta per uno stato puro entangled corrisponde ad una miscela statistica. Quando si analizza un sistema composto da più particelle entangled, quindi, occorre tenere presente che le singole particelle non si trovano in una sovrapposizione di stati distinti (che è un fenomeno puramente quantomeccanico), bensì in una miscela statistica (che riflette un'incertezza "classica" sulla misura).
Un esempio di questo aspetto è il paradosso del gatto di Schrödinger, il noto esperimento mentale in cui un gatto risulta entangled con un atomo instabile. In tal caso il gatto, in quanto sottosistema, non è "contemporaneamente vivo e morto", perché si trova in una miscela statistica.